# فابريتسيو غابرييل
فابريتسيو غابرييل (بالإيطالية: Fabrizio Gabriele)‏ هو مجدف إيطالي، ولد في 11 مايو 1985 في نابولي في إيطاليا.

## وصلات خارجية
- فابريتسيو غابرييل على موقع الاتحاد الدولي للتجديف (الإنجليزية)